# Stanislao Canovai
 (mai 2023).
Si vous disposez d'ouvrages ou d'articles de référence ou si vous connaissez des sites web de qualité traitant du thème abordé ici, merci de compléter l'article en donnant les références utiles à sa vérifiabilité et en les liant à la section « Notes et références ».
Stanislao Canovai né le 27 mars 1740 à Florence où il meurt le 17 novembre 1812, est un religieux et savant italien du XVIIIe siècle.

## Biographie
Stanislao Canovai naquit à Florence, le 27 mars 1740. Il y fit ses premières études chez les pères des écoles pies, et obtint dès l’âge de douze ans d’en prendre l’habit. Transféré à Pise dans le collège de son ordre, il y eut pour maîtres les plus célèbres professeurs de l’université, et se distingua surtout dans les mathématiques, qu’il enseigna ensuite à Cortone et dans le collège de Parme. Reçu membre de l’Académie étrusque de Cortone, il enrichit d’excellentes dissertations les recueils de cette société. L’Académie lui décerna en 1788 le prix fondé par le comte de Durfort, ambassadeur de France en Toscane, pour l’éloge d’Amerigo Vespucci. Le discours du P. Canovai est une de ses plus remarquables productions. Il sut y exposer avec beaucoup d’art ses idées particulières sur les biens et les maux qui sont dérivés de la découverte de l'Amérique, et sur le degré de lumières et de culture littéraire où ce pays peut atteindre. Il soutint, contre l’opinion de Gian Francesco Galeani Napione, de l’Académie des sciences de Turin, que cette découverte est vraiment due à Amerigo Vespucci, qu’il y aborda un an avant Christophe Colomb, et que ce fut encore lui qui fit celle du Brésil, sans s’arroger l’honneur de lui imposer son nom. Il joignit à son discours des pièces justificatives, et entre autres une lettre de Vespuce, qu’il accompagna d’un savant commentaire et d’une liste de mots et de phrases espagnoles de ce temps-là, qui se trouvent dans cette lettre, et qu’il a mieux expliqués qu’on ne l’avait fait avant lui. Galeani Napione a repris depuis ce sujet ; il a donné de nouveaux développements à son opinion dans sa dissertation intitulée della Patria del Colombo, insérée d’abord dans les Mémoires de l’académie de Turin en 1805, et réimprimée, avec des augmentations considérables, et avec deux Lettres sur la découverte du nouveau monde, Florence, 1808, in-8°. Il parut, peu de temps après, un écrit anonyme intitulé : Osservazioni intorno ad una lettera su la scoperta del nuovo mondo, où l’on critiquait durement la deuxième lettre de Napione. Le P. Canovai y était beaucoup loué, et son opinion défendue à toute outrance. Il déclara que ces observations n’étaient pas de lui, mais d’un jeune homme, son élève, qui s’était trop laissé emporter à son zèle. Napione répliqua par une nouvelle dissertation qui a pour titre : del Primo Scopritore del continente del nuovo mondo, e dei più antichi storici che ne scrissero, etc., Florence, 1809, in-8°. Cette réplique paraît démonstrative ; le P. Canovai défendit cependant encore, par deux nouveaux écrits, la cause d’Amerigo Vespucci.
Malgré son amour pour les sciences et pour les lettres, il ne cessa de remplir les fonctions du ministère ecclésiastique. La confiance et l’estime qu’il s’y était acquises étaient telles que, se trouvant à Florence lorsque le poète Alfieri y mourut, ce fut lui que cet homme célèbre fit appeler à ses derniers moments. Il revenait de visiter des malades lorsqu’à la nuit tombante, le 17 novembre 1811, il fut frappé d’apoplexie, et mourut peu d’heures après. Sa mort causa dans Florence une consternation générale : ses obsèques furent faites avec pompe ; et, quelque temps après, dans une cérémonie particulière, son oraison funèbre fut prononcée par M. l’abbé J.-B. Manciati, recteur du séminaire.

## Œuvres
- Componimento drammatico da cantarsi nella nobile accademia Etrusca, etc., intitolato Ercole in cielo, Florence, 1771, in-4°.
- Riflessioni intorno alle pubbliche scuole, Florence, 1773, in-8°.
- Dissertazione sull’anno magno secondo Plutarco e Suida invalso appresso gli antichi Toscani, imprimée dans le 7e volume du recueil de l’Académie Étrusque de Cortone, Florence, 1783.
- Concetto in cui tennero gli antichi il teatro, imprimé dans le tome 8 des Libri poetici della Bibbia tradotti da Saverio Mattei, Naples, 1781 , in-8°.
- Orazione funebre del  marchese cavaliere Giuseppe Benvenuto Venuti, di Cortona, Florence, 1780, in-4°.
- Il donna en 1781, de concert avec son disciple le P. Gaetano del Ricco, une traduction italienne des Leçons élémentaires de mathématiques de Nicolas-Louis de Lacaille, revues par l’abbé Marie, en y faisant des additions et des améliorations ; il s’en est fait cinq éditions, et les célèbres professeurs Gregorio Fontana à Pavie, et Antonio Cagnoli dans l’école militaire de Modène, adoptèrent cette traduction dans leur enseignement.
- Ce fut Canovai qui donna la première édition italienne des Tables logarithmiques de William Gardiner, Florence, 1782.
- Il publia, conjointement avec le même P. Gaetano del Ricco : Elementi di fisica matematica, dedicati all’altezze reali di Ferdinando, etc., Florence, 1788.
- Monumenti relativi al giudizio pronunziato dall’accademia Etrusca di Cortona di un elogio d’Amerigo Vespucci, etc., Florence, 1787, in-8°.
- Elogio d’Amerigo Vespucci che ha riportato il premio dalla nobile accademia Etrusca di Cortona, etc., con una dissertazione giustificativa di questo celebre navigatore, Florence, 1788 ; ibid., 1798, 4e édition, avec le portrait d’Amerigo Vespucci.
- Dissertazione sulle vicende delle longitudini geografiche da’ tempi di Cesare Augusto fino a quelli di Carlo V, dans le t. 9 de l’Académie de Cortone.
- Des Memorie istoriche di più uomini illustri, imprimé à Pise, l’Éloge du dominicain Alexandre Spina, né dans cette ville après la moitié du 15e siècle, et qui ne fut pas le premier inventeur des lunettes, mais qui, sachant qu’elles étaient récemment inventées, et n’ayant pu obtenir de l’inventeur qu’il lui en communiquât le secret, parvint à en fabriquer sans maître et sans modèle.
- Riflessioni sul metodo di risolvere l’equazioni numeriche proposte dal signore de la Grange, dans le t. 7 des Atti de l'Accademia dei fisiocritici, Sienne, 1794.
- Dissertazione sopra il primo viaggio d’Amerigo Vespucci alle Indie occidentali, Florence, 1809, in-8°.
- Esame critico del primo viaggio d’Amerigo Vespucci al nuovo mondo, Florence, 1811.